# Gerardo Antenor Montenegro
Gerardo Antenor Montenegro (Villa Atamisqui, Santiago del Estero, Argentina, 12 de noviembre de 1960) es un político y sindicalista argentino, actual senador nacional por la Provincia de Santiago del Estero.
Comenzó su militancia política desde el año 1983, formado parte de la Juventud Peronista. En 1988 inició su actividad sindical, siendo afiliado de la Unión del Personal Civil de la Nación (UPCN). En 1989 fue elegido como delegado sindical y al año siguiente fue vocal de la comisión directiva de dicho gremio.
A su vez, desde 1989 hasta 1993, fue funcionario del Ministerio de Desarrollo Social de Santiago del Estero, ocupando el cargo de director de Desarrollo Comunitario.
En el año 1998 fue elegido secretario general de UPCN, seccional Santiago del Estero, cargo que ocupa hasta el día de hoy. En el año 2000 gestionó la creación del Instituto Educativo de gestión privada Monseñor Gottau de la ciudad de Santiago del Estero, desempeñándose luego como su representante legal.
Desde 2009, es secretario adjunto de la CGT de Santiago del Estero. En ese mismo año fue elegido como diputado provincial, integrando el bloque del Frente Cívico por Santiago en la Cámara de Diputados de Santiago del Estero. En 2013 fue elegido senador nacional por su provincia. En 2019 logró la reelección de ese cargo, esta vez por el Frente de Todos.
Montenegro también es presidente de la Asociación Atlética Quimsa desde el año 2001, institución dedicada al baloncesto en la ciudad de Santiago del Estero. Además, desde diciembre de 2019 es presidente de la Asociación de Clubes de Básquetbol (ADC), organismo responsable de organizar y regular la Liga Nacional de Básquet.
El 26 de julio de 2024, asumió a la presidencia del Club Atlético Unión Santiago.